# Kallugundi, Arsikere
Kallugundi là một làng thuộc tehsil Arsikere, huyện Hassan, bang Karnataka, Ấn Độ.